# RGS2
RGS2 (англ. Regulator of G protein signaling 2) — білок, який кодується однойменним геном, розташованим у людей на короткому плечі 1-ї хромосоми. Довжина поліпептидного ланцюга білка становить 211 амінокислот, а молекулярна маса — 24 382.
| 10         |  | 20         |  | 30         |  | 40         |  | 50         |
| ---------- |  | ---------- |  | ---------- |  | ---------- |  | ---------- |
| MQSAMFLAVQ |  | HDCRPMDKSA |  | GSGHKSEEKR |  | EKMKRTLLKD |  | WKTRLSYFLQ |
| NSSTPGKPKT |  | GKKSKQQAFI |  | KPSPEEAQLW |  | SEAFDELLAS |  | KYGLAAFRAF |
| LKSEFCEENI |  | EFWLACEDFK |  | KTKSPQKLSS |  | KARKIYTDFI |  | EKEAPKEINI |
| DFQTKTLIAQ |  | NIQEATSGCF |  | TTAQKRVYSL |  | MENNSYPRFL |  | ESEFYQDLCK |
| KPQITTEPHA |  | T          |  |            |  |            |  |            |

A: Аланін

C: Цистеїн

D: Аспарагінова кислота

E: Глутамінова кислота

F: Фенілаланін

G: Гліцин

H: Гістидин

I: Ізолейцин

K: Лізин

L: Лейцин

M: Метіонін

N: Аспарагін

P: Пролін

Q: Глутамін

R: Аргінін

S: Серин

T: Треонін

V: Валін

W: Триптофан

Кодований геном білок за функціями належить до активаторів гтфаз, фосфопротеїнів.
Задіяний у таких біологічних процесах як регуляція трансляції, клітинний цикл.
Локалізований у клітинній мембрані, цитоплазмі, ядрі, мембрані, мітохондрії.